# Assynt
Assynt (Asainn o Asainte in gaelico scozzese) è una zona scarsamente popolata nel sud ovest di Sutherland, situata a nord di Ullapool, sulla costa occidentale della Scozia. Assynt è nota per il suo paesaggio e le sue straordinarie montagne. Molte delle vette più distintive, come Suilven, si sono formate durante l'era glaciale, essendo state esposte sopra la calotta glaciale come nunatak. Ad est di Assynt si trova una zona di paesaggi calcarei che circonda Ben More Assynt. Questa zona ospita la grotta più lunga della Scozia, Uamh an Claonaite, che si trova 8 miglia a sud di Inchnadamph.
Il nome Assynt può derivare dal norreno che significa "fine della cresta". Seconda una leggenda, il nome deriva da una lotta tra i due fratelli Unt e Ass-Unt. Quest'ultimo vincendo la lotta, diede il nome alla zona.

## Governo locale
Per molti anni Assynt fu considerata una provincia della Scozia a sé stante, solo in seguito fu istituita come parrocchia civile. Con l'introduzione delle contee divenne parte di quella di Sutherland. Le parrocchie furono abolite per scopi amministrativi nel 1930 e le contee furono sostituite da un sistema di consigli regionali e distrettuali nel 1975, tuttavia i confini della contee e delle parrocchie furono mantenuti per fini statistici. Attualmente, Assynt fa parte dell'area del consiglio delle Highlands.

## Proprietà
Come è tipico per gli altopiani scozzesi, l'area di Assynt è divisa in grandi proprietà, appartenenti a privati, associazioni o enti pubblici. I proprietari principali sono la famiglia Vestey e l'associazione John Muir Trust, che si occupa di mantenere incontaminate le zone selvagge.

## Natura e conservazione

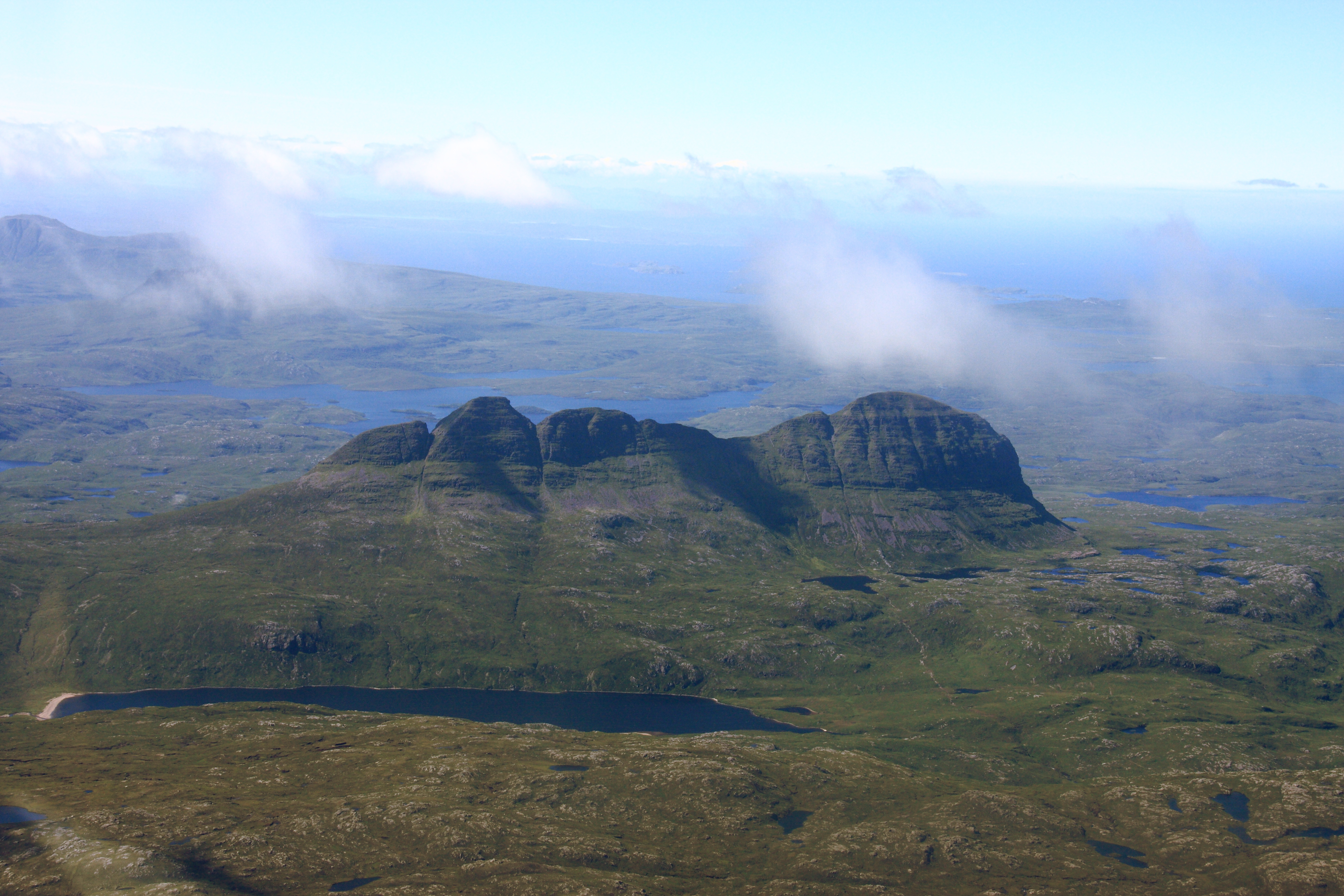
Suilven, una delle montagne più grandi ad Assynt

L'area ha una vasta gamma di habitat: dalle coste rocciose e sabbiose alle montagne, con aree boschive, brughiere montane e macchia di ginepro nano. Sono presenti un gran numero di laghi d'acqua dolce, che ospitano uccelli come i sommozzatori dalla gola nera. Con una costa molto frastagliata e rocciosa, offre habitat eccellenti per gli uccelli marini, è inoltre uno dei posti migliori in Europa per vedere cetacei come balene, delfini e focene Sono osservabili pernici bianche ed aquile reali.  Oltre al gran numero di cervi rossi, sono molto diffusi mammiferi come lepri di montagna, arvicole, lontre e pipistrelli.
Il Coigach and Assynt Living Landscape Project è un progetto di partenariato che mira a portare benefici ambientali ed economici alle regioni Coigach e Assynt della Scozia nord-occidentale. È sostenuta da privati, dalla comunità locale e organizzazioni di beneficenza, con lo Scottish Wildlife Trust come partner principale. Il progetto è descritto come un "progetto di ripristino dell'ecosistema" e mira a "riportare la connettività dei boschi, la flora e la fauna ricche di specie e la crescita economica verso gli altopiani scozzesi". Una gran parte di Assynt, conosciuta come Inverpolly, era precedentemente designata come una riserva naturale nazionale, ma dal 2004 è stata ristretta alla zona circostante Knockan Crag.  L'area di Inverpolly è classificata come un'area speciale di conservazione, una delle tre in Assynt insieme a Inchnadamph, Ardvar e Loch a 'Mhuilinn Woodlands. Molti dei loch e dei lochan sono designati come aree di protezione speciale.

## Insediamenti

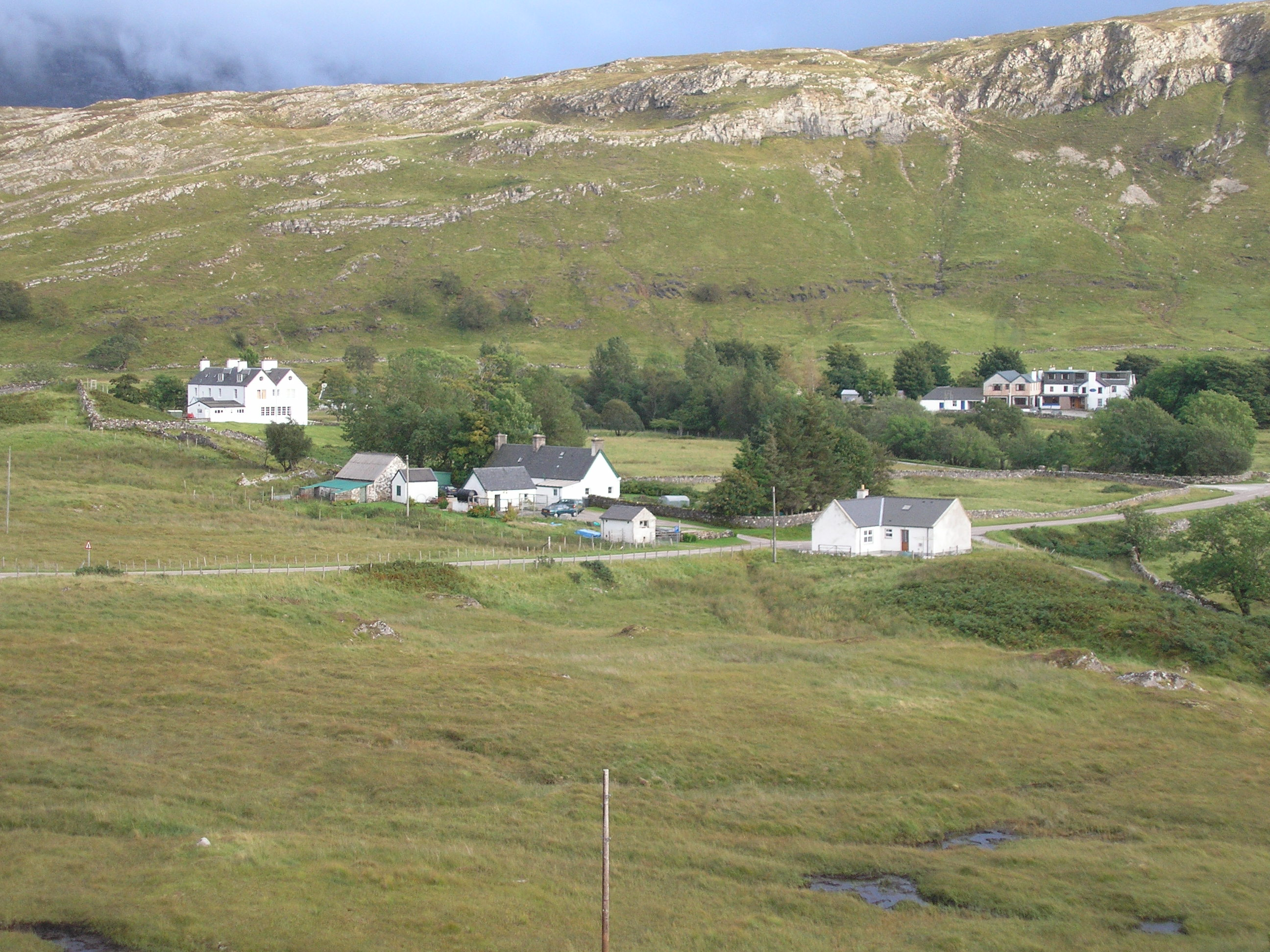
Inchnadamph

Cittadine e villaggi ad Assynt:
- Achmelvich
- Ardvar
- Balchladich
- Clachtoll
- Clashmore
- Clashnessie
- Culkein
- Culkein Drumbeg
- Drumbeg
- Elphin
- Glencoul
- Inchnadamph
- Inverkirkaig
- Kylesku
- Lochinver
- Nedd
- Raffin
- Stoer